# Conchas (ort)
Conchas är en ort i Brasilien.   Den ligger i kommunen Conchas och delstaten São Paulo, i den sydöstra delen av landet, 800 km söder om huvudstaden Brasília. Conchas ligger 508 meter över havet och antalet invånare är 14 301.
Terrängen runt Conchas är platt. Närmaste större samhälle är Pereiras, 7,6 km sydost om Conchas.
Omgivningarna runt Conchas är huvudsakligen savann. Runt Conchas är det ganska glesbefolkat, med 35 invånare per kvadratkilometer.